# Turi Golino
Salvatore Golino, conosciuto come Turi Golino (Palazzolo Acreide, 16 luglio 1920 – Torino, 4 luglio 2000), è stato un trombettista, compositore, e impresario italiano.

## Biografia
Figlio di Vincenzo, cocchiere, e Costanza Francesca, inizia a suonare la tromba in alcune piccole orchestre siciliane, appassionandosi di jazz; nel dopoguerra viene notato dal Maestro Cinico Angelini, che gli propone di entrare nella sua orchestra: in breve tempo Golino diventa la prima tromba, e resta nel gruppo fino al 1950, stabilendosi a Torino (città in cui risiederà fino alla morte).
Con Angelini Golino si esibisce nei programmi radiofonici e partecipa a molte registrazioni discografiche per gli artisti della Cetra.
Si sposa con Rina Fiorio nel 1952 e decide di ritirarsi dalla carriera di musicista per dedicarsi alla gestione di locali da ballo, pur continuando a comporre musiche per vari artisti: in particolare l'Hollywood Danze situato in corso Regina, diventa la più importante sala da ballo cittadina (cambiando in seguito la denominazione in Du Parc e gestito insieme a Felice Sassone), ed in esso si esibiranno i principali nomi della canzone italiana dell'epoca, da Claudio Villa a Nilla Pizzi, da Carla Boni a Gino Latilla, dal Duo Fasano a Achille Togliani, fino ad arrivare negli anni '60 ad Adriano Celentano e gli altri artisti del Clan (in collaborazione con Vic Nocera).
Golino forma inoltre un'orchestra ufficiale del locale, dove nel corso degli anni suoneranno molti musicisti torinesi, spesso insegnanti al Conservatorio Giuseppe Verdi: tra essi il cantante Henrj Ferraris e il sassofonista Maurizio Gianotti (in seguito con gli Arti e Mestieri).
Nel 1965 collabora alla stesura della musica di Cimitero di rose, canzone lanciata da Mario Piovano che diventa molto nota soprattutto presso i cori alpini.
Nel 1968 scrive quello che è il suo maggiore successo come autore, Guarda, lanciato dai Rogers ed inciso in seguito da molti altri artisti (tra cui i Raminghetti, Carmen Rizzi con l'orchestra di Luigi Boccaccio e i Flashmen); Guarda vince, nello stesso anno, il premio "Juke-box d'oro", consegnato durante il Premio Regia Televisiva di Salsomaggiore da Daniele Piombi a Golino
Nel 1970 scrive la musica di Acqua passata, con testo di Roberto Vecchioni e Gino Ingrosso: la canzone, interpretata da Edda Ollari, partecipa a Un disco per l'estate 1970, arrivando fino alla fase finale della manifestazione.
Nel 1971 Gigliola Cinquetti incide E qui comando io (canzone rielaborata musicalmente da Mario Piovano e da Golino, su cui lo stesso Piovano insieme a Domenico Seren Gay adatta un testo) e la presenta con successo a Canzonissima 1971.
Il 6 luglio 1983 muore Cinico Angelini: nel testamento il Maestro dispone che il suo violino e la sua bacchetta d'oro vengano consegnati a Golino, e la consegna avviene il 7 novembre dello stesso anno in una serata commemorativa al Du Parc.
Nel 1998 Sergio Barbero pubblica il libro Polvere di stelle, biografia di Golino (basata su un'intervista) corredata di molte fotografie inedite.
Dopo aver scoperto di essere affetto da un male incurabile, il 4 luglio del 2000 si uccide sparandosi un colpo di pistola alla tempia, lasciando il figlio Daniele, medico anestesista.
Presso la Siae risultano depositate a suo nome 172 canzoni.
Il 12 dicembre 2010 il Du Parc, lo storico locale di Golino, chiude i battenti e viene abbattuto pochi mesi dopo.

## Bibliografia

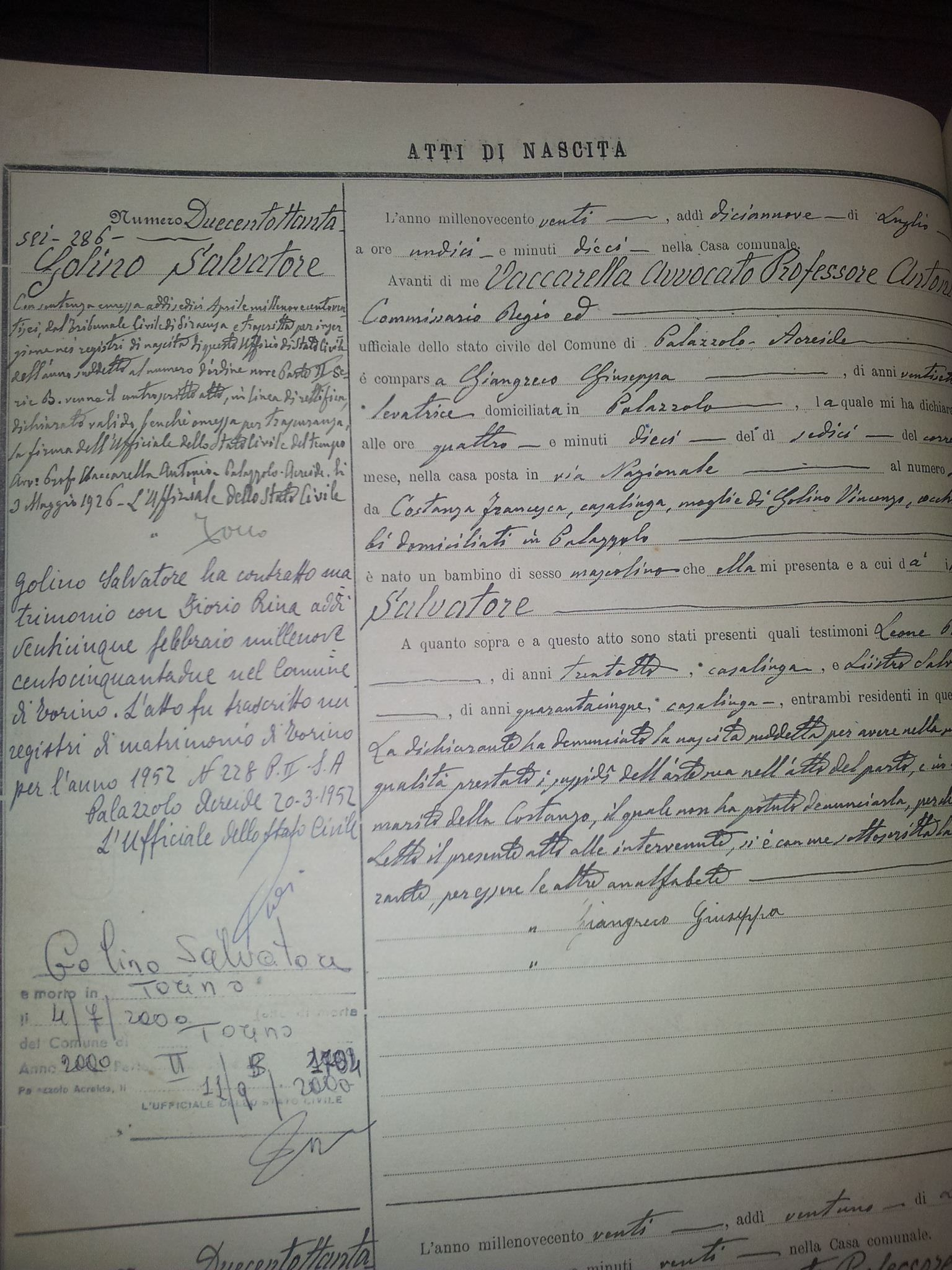
Atto di nascita

## Le canzoni scritte da Turi Golino
| Anno | Titolo                  | Autori del testo                       | Autori della musica                                                  | Interpreti ed incisioni                  |
| ---- | ----------------------- | -------------------------------------- | -------------------------------------------------------------------- | ---------------------------------------- |
| 1961 | La rete                 | Ettore Minoretti                       | Turi Golino                                                          | Henry Ferraris                           |
| 1965 | Cimitero di rose        | Domenico Serengay e Mario Piovano      | Turi Golino, Mario Piovano e Vic Nocera                              | Mario Piovano                            |
| 1966 | Non chiederò aiuto      | Domenico Serengay e Luigi Menegazzi    | Agicor e Turi Golino                                                 | Rogers                                   |
| 1967 | Ho tanta paura          | Domenico Serengay e Luigi Menegazzi    | Roberto Negri e Turi Golino                                          | Rogers                                   |
| 1968 | Guarda                  | Domenico Serengay e Renato Scala       | Turi Golino e Antonio Francesco Florio                               | Rogers, Raminghetti; Carmen Rizzi (1970) |
| 1968 | Come un giocatore       | Renato Scala e Franco Clivio           | Turi Golino e Antonio Simonetti                                      | Rogers e Lino Ré                         |
| 1968 | Nessuno in questo mondo | Renato Scala e Franco Clivio           | Turi Golino e Antonio Simonetti                                      | Lino Ré                                  |
| 1970 | Acqua passata           | Roberto Vecchioni e Gino Ingrosso      | Turi Golino                                                          | Edda Ollari                              |
| 1970 | Fontane bianche         | Domenico Seren Gay e Giorgio Seren Gay | Turi Golino                                                          | Carmen Rizzi                             |
| 1970 | Cristina                | Domenico Seren Gay e Giorgio Seren Gay | Turi Golino, Franco Zauli e Antonio Simonetti                        | Rogers                                   |
| 1970 | In questa città         | Domenico Seren Gay e Giorgio Seren Gay | Turi Golino, Franco Zauli e Antonio Simonetti                        | Rogers                                   |
| 1970 | Morire di te            | Franco Zauli e Primo Delcomune         | Turi Golino e Antonio Simonetti                                      | Lino Gabri                               |
| 1970 | Tocca a te              | Domenico Seren Gay e Giorgio Seren Gay | Turi Golino, Franco Zauli e Barimar                                  | Rogers                                   |
| 1970 | Io ti penso             | Domenico Seren Gay e Giorgio Seren Gay | Turi Golino, Franco Zauli e Antonio Simonetti                        | Rogers                                   |
| 1971 | Nessuno in questo mondo | Domenico Seren Gay                     | Turi Golino e Antonio Simonetti                                      | Rogers                                   |
| 1971 | Il sogno                | Margherita Giorgi                      | Turi Golino e Antonio Simonetti                                      | Rogers                                   |
| 1971 | E qui comando io        | Domenico Seren Gay e Mario Piovano     | Tradizionale; rielaborazione musicale di Turi Golino e Mario Piovano | Gigliola Cinquetti                       |
| 1977 | Dammi un bacio qui      | Franco Zauli                           | Turi Golino e Antonio Francesco Florio                               | Frankie                                  |
| 1978 | Brividi                 | Domenico Serengay e Giorgio Serengay   | Turi Golino e Antonio Francesco Florio                               | Rogers                                   |
| 1978 | Copenaghen              | Domenico Serengay e Giorgio Serengay   | Turi Golino e Antonio Francesco Florio                               | Rogers                                   |
| 1980 | Inspiegabilmente        | Domenico Seren Gay e Francesco Florio  | Turi Golino e Francesco Florio                                       | Rogers                                   |
| 1980 | Che ti farei            | Domenico Seren Gay e Francesco Florio  | Turi Golino e Francesco Florio                                       | Rogers                                   |